# Tous
Tous — іспанський ювелірний дім. Заснований у 1920 році. Розташовується в Каталонії, Іспанія. Відмінною рисою бренду є інноваційний дизайн, який поєднується з традиціями і бездоганною якістю прикрас. Фірмовий символ бренду — ведмедик Tous, який символізує основну цінність бренду — ніжність. Продукція компанії представлена у понад 50 країнах світу.